# Memory Stick
Memory Stick er et bærbart Flash-lager-kortformat, udviklet af Sony i oktober 1998. I december 2006 tilføjede Sony Memory Stick PRO-HG, en højhastighedsvariant af PRO, der benyttes i HD-video og digitale kameraer.
| Hardware | Spire Denne artikel om computere og anden hardware er en spire som bør udbygges. Du er velkommen til at hjælpe Wikipedia ved at udvide den. |